# Orenburger Muslimische Geistliche Versammlung

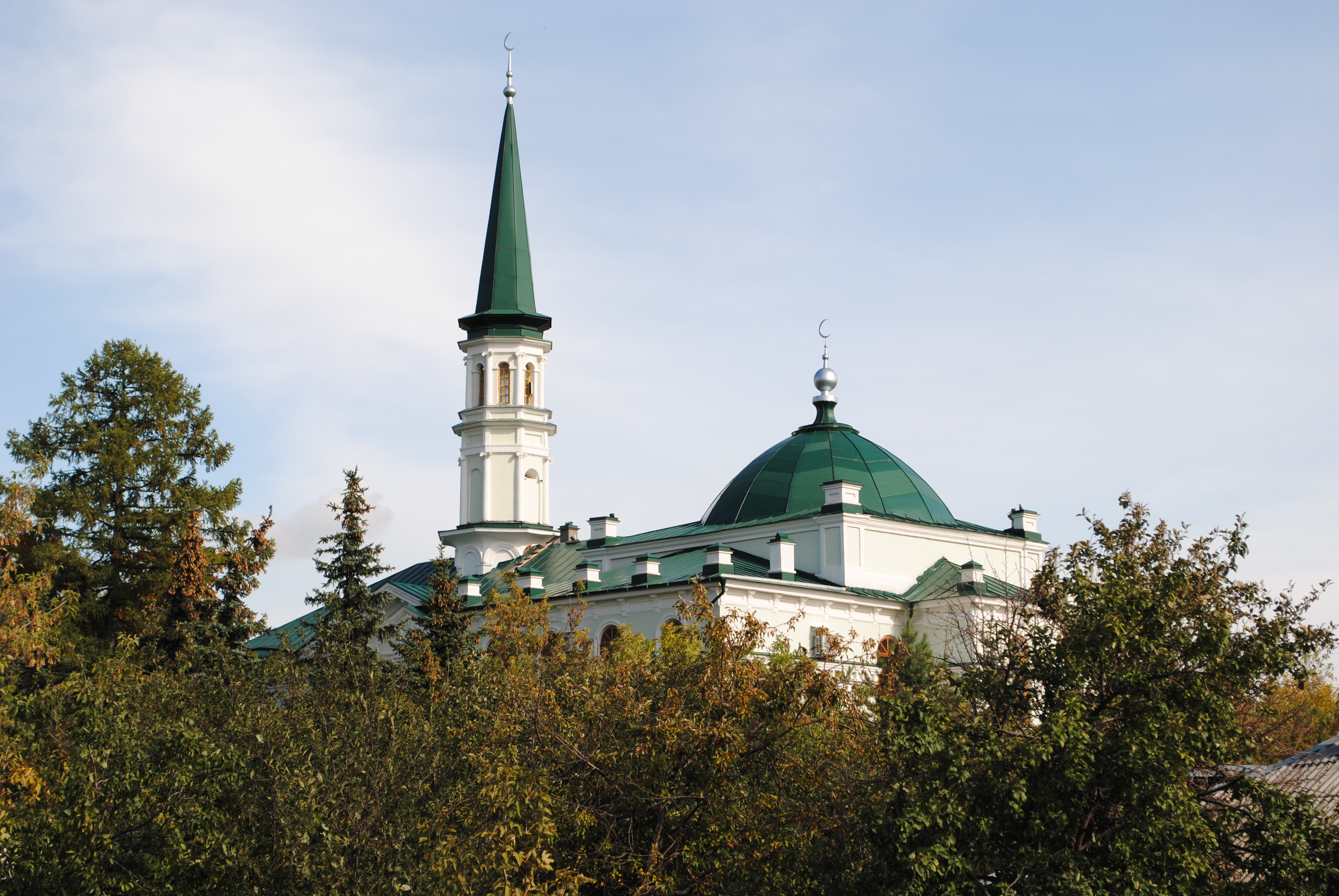
Die Alte Moschee Ufa wurde 1830 von der Orenburgischen Muslimischen Geistlichen Versammlung erbaut.

Die Orenburger Muslimische Geistliche Versammlung (russisch Оренбургское магометанское духовное собрание, Orenburgskoje magometanskoje duchovnoje sobranije; kurz OMGV) war die erste offizielle Organisation von Muslimen in Russland, die 1788 durch ein Dekret Katharinas II. gegründet wurde. Damit wurde auch das Amt des Oberhauptes der russischen Muslime eingerichtet. Dieses Amt des Muftis hatte seinen Sitz in Ufa.

## Funktion
Die Geistliche Versammlung war verantwortlich für die Prüfung von Bewerbern um geistliche Ämter in Bezug auf Kenntnis der Kanons des Islam, Überwachung der Handlungen der muslimischen Geistlichen, Bau und Reparatur von Moscheen, Eheschließungen, Eigentumsstreitigkeiten, Awqaf, Fälle von Ungehorsam von Kindern gegenüber ihren Eltern, korrekte Durchführung muslimischer Rituale und Führung von Geburtsregistern (mit 1828) vom Klerus.
Die OMGV wurde mit dem Ziel der staatlichen Kontrolle über den muslimischen Klerus, dessen Personal vollständig vom Staat bestimmt wurde, und für den weiteren Einsatz offizieller islamischer Institutionen bei der Durchführung der russischen Politik unter der muslimischen Bevölkerung sowohl innerhalb als auch außerhalb des russischen Reiches gegründet.
1817 unterzeichnete Alexander I. ein Dekret über die Bildung des Ministeriums für Geistliche Angelegenheiten, das festlegte, dass der Mufti von der muslimischen Gesellschaft gewählt werden sollte. Diese Bestimmung wurde in die Charta der Abteilung für Geistliche Angelegenheiten ausländischer Konfessionen aufgenommen, die 1836 verabschiedet wurde. In Wirklichkeit wurden die Muftis jedoch vom Kaiser auf Vorschlag des Innenministers ernannt. Erst im September 1889 nahm der Staatsrat die entsprechenden Änderungen an der Gesetzgebung vor, und die übliche Praxis wurde zum Gesetz.
Die Qādīs von der OMGV wurden vom muslimischen Klerus des Gouvernements Kasan gewählt und nach 1889 vom Innenministerium auf Vorschlag des Muftis ernannt.
Der OMGV war die höchste Instanz des geistlichen Gerichts mit administrativen (Ernennung eines Geistlichen für das Verfahren) und Kontrollfunktionen (Aufhebung der Entscheidung des Geistlichen und Erlass einer endgültigen Entscheidung). Es wurde von einer Art Synthese der Scharia-Normen und der allrussischen Gesetzgebung geleitet. Die Ausgabe von Fatwas durch den Mufti und die Qadis wurde von der Provinzverwaltung und dem Innenministerium kontrolliert. Unter dem Druck der Behörden verabschiedete die OMGV Resolutionen, die Anwendung der Bestimmungen der Scharia untersagten, die den Gesetzen des Russischen Reiches widersprachen.

## Geschichte
Die OMGV hatte keine klare Struktur und keine Außenstellen. Projekte zur Schaffung von Körpern auf mittlerer Ebene – spirituelle Versammlungen in der Provinz und Muhtasibats – wurden von den Behörden abgelehnt. So wurde in den 1860er Jahren das Reformprojekt von Schigabutdin Mardschani zur Schaffung lokaler Zweigstellen und eines zentralisierten Systems muslimischer Bildung abgelehnt, darüber hinaus zu Beginn des 20. Jahrhunderts. Es gab Projekte, um der OMGV zu schließen und an seiner Stelle mehrere spirituelle Verwaltungen zu schaffen.
Bis 1889 hatte die OMGV 4.254 Gemeinden, 3,4 Millionen Gemeindemitglieder beiderlei Geschlechts, 65 Achunds, 2.734 Chatībs, 2.621 Gelehrte und Imame sowie 2.783 Muezzins; bis 1912 rund 4,5 Millionen Gemeindemitglieder beiderlei Geschlechts, 5.771 Gemeinden und 12.341 Geistliche.
Die Unterstützung der OMGV für verschiedene Regierungsaktionen führte häufig zu dem Wunsch der nationalen tatarischen Elite, die Kontrolle über die OMGV zu übernehmen, was sich nach der Ernennung von Muhammad-Safa Bajasitow zum Mufti im Jahr 1915, der von der tatarischen Elite boykottiert wurde, verstärkte.
Unmittelbar nach der Februarrevolution von 1917 übernahmen die nationalen Führer der Ufa die Kontrolle über den OMGV und entfernten den Mufti Bajasitow. Für die Verwaltung der OMGV wurde eine Kommission von 16 Personen unter dem Vorsitz von Imam Chabibullah Achtjamow gebildet.

## Struktur
- Muftiate: bestand aus einem Mufti, 5–6 Qadis, einem Exekutivsekretär, einem Übersetzer und weiteren Angestellten;
- Mukhtasibat: 2–5 Personen, geführt von Muhtasib (Kontrolleur der muslimischen Gemeinschaft);
- Mutawalliat: Mullah, Muezzin und Schatzmeister in jeder Moschee

## Muftis, Vorsitzende der Orenburger Muslimischen Geistlichen Versammlung
- Muhammedschan Husainow (22. September 1788 bis 17. Juli 1824)
- Gabdesalam Habdrachimow (30. September 1825 bis 31. Januar 1840)
- Gabdulwachid Sulejmanow (10. Juni 1840 bis 4. August 1862)
- Salimgarej  Tewkelew (28. April 1865 bis 2. Januar 1885)
- Muhammedjar Sultanow (2. Januar 1886 bis 13. Juni 1915)
- Muhammad-Safa Bajasitow (28. Juli 1915 bis 22. März 1917)